# Halita
L'halita, també coneguda com a sal gemma o sal comuna, és un mineral format per cristalls de clorur de sodi, que forma part de la classe dels halurs. Rep el seu nom originàriament del grec άλς, mar, halites, terme modificat més tard per J.D. Dana a l'actual halita (halite).

## Característiques
L'halita cristal·litza en el sistema cúbic, formant cristalls cúbics. El mineral és generalment incolor o blanc, però també pot ser de color blau clar, taronja, blau, porpra, rosa, vermell, fosc, groc o gris depenent de la quantitat i tipus d'impureses. La seva duresa és de 2,5 a l'escala de Mohs i té una exfoliació perfecta en {001}. És soluble en aigua i té un sabor salat.
Segons la classificació de Nickel-Strunz, l'halita pertany a «03.AA - Halurs simples, sense H₂O, amb proporció M:X = 1:1, 2:3, 3:5, etc.» juntament amb els següents minerals: marshita, miersita, nantokita, iodargirita, tocornalita, bromargirita, clorargirita, carobbiïta, griceïta, silvina, vil·liaumita, salmiac, lafossaïta, calomelans, kuzminita, moschelita, neighborita, clorocalcita, kolarita, radhakrishnaïta, callacolloïta i hephaistosita.
La sal obtinguda de l'halita té gran importància econòmica. Principalment es fa servir per a usos gastronòmics i medicinals.

## Formació i jaciments
Es troba als jaciments d'evaporita, als llacs salats i saladars, així com als estrats de dipòsits sedimentaris i a cúpules salines. Els llits de sal poden ser de centenars de metres de gruix i ocupar extenses àrees. Als Estats Units i el Canadà, extensos llits subterranis s'estenen des de la conca dels Apalatxes de l'oest de Nova York a través de parts d'Ontario i en gran part de la conca del Michigan.
Els doms de sal són diapirs verticals o masses en forma de tub de sal que han estat "espremuts" a causa del pes de la roca. Poden contenir anhidrita, guix, i sofre natiu, a més d'halita i silvina. Són comuns al llarg de les costes del Golf de Texas i Louisiana i sovint estan associats amb els dipòsits de petroli. Inusualment, l'halita adquireix tonalitats porpra omplint filons a França i en algunes altres localitats. A Catalunya, destaca la mina de sal de Cardona.